# Malmas
Malmas (estniska: Malvaste) är en by på Dagö i västra Estland. Den ligger i Hiiu kommun och landskapet Hiiumaa (Dagö kommun och län), 130 km sydväst om huvudstaden Tallinn. Malmas hade tre invånare år 2011.
Malmas ligger på den södra delen av Dagös norra udde, Taknenäset. Den ligger 9 km väst om länshuvudorten Kärrdal och 2 km öst om byn Mutas som ligger vid Östersjön. I byn ligger ett ortodoxt kapell, byggt 1906 i trä.